# Via Aquitania

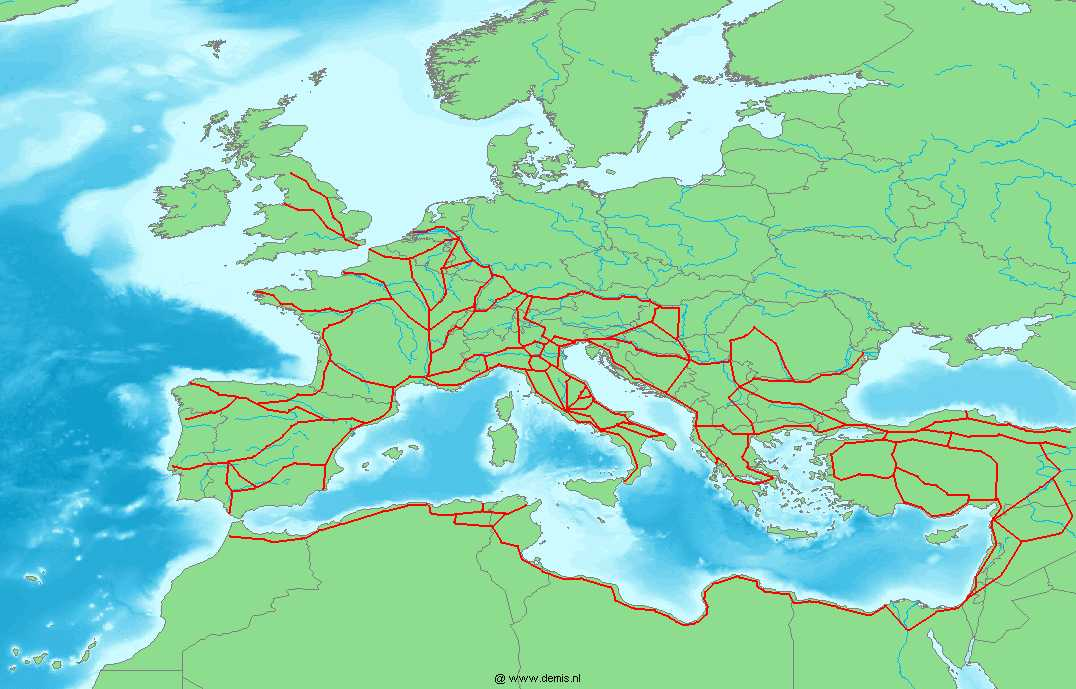
Übersicht des Straßennetzes im Römischen Reich (siehe auch Liste der Römerstraßen) im Jahre 125 n. Chr. unter Kaiser Hadrian

Die Via Aquitania (rot) mit den wichtigsten Römerstraßen in Gallien.

Die Via Aquitania war eine Römerstraße, die im südlichen Gallien vom Mittelmeer bei Narbo Martius (heute Narbonne) über Carcassonne (Carcaso) und die Seuil de Naurouze zwischen Pyrenäen und dem Zentralmassiv hindurch nach Toulouse (Tolosa) und weiter bis nach Bordeaux (Burdigala) nahe der Atlantikküste führte.
Im Jahre 121 v. Chr. besiegte Gnaeus Domitius Ahenobarbus zusammen mit Quintus Fabius Maximus Allobrogicus die Allobroger und Arverner, keltische Stämme im südlichen Gallien. Durch diesen Sieg wurden nahezu alle Stämme, die für die römischen Interessen eine Gefahr darstellten, aus diesem Gebiet Galliens vertrieben. Zwar wurden einige der Küstengebiete noch von vereinzelten Stämmen, deren Einfluss nur lokal begrenzt war, kontrolliert, doch dies stellte kein Hindernis für den römischen Handel dar. Gnaeus Domitius Ahenobarbus bekleidete später das Amt des Prokonsuls in Gallien. Im Jahre 118 v. Chr. gründete er die Stadt Narbo Martius, das heutige Narbonne, und baute die Via Domitia, welche eine Verbindung nach Spanien herstellte. Die Via Aquitania war ein Ableger dieser Route und traf in Narbonne mit der Via Domitia zusammen. Es ist unklar, wer den Bau der Via Aquitania in Auftrag gab, aber es ist wahrscheinlich, dass dies durch Gnaeus Domitius Ahenobarbus geschah, welcher die Straße erbauen ließ, um leichter Tribut von den eroberten gallischen Stämmen zu erzwingen.
Noch heute folgt die französische Nationalstraße RN 113 dem damals ausgebauten Weg.